# Georges Vandenberghe
Georges Vandenberghe (Oostrozebeke, Flandes Occidental, 28 de desembre de 1941 - Bruges, 23 de setembre de 1983) va ser un ciclista belga, que fou professional entre 1963 i 1971. Entre les seves victòries destaca una etapa al Giro d'Itàlia i una altra al Tour de França. En aquesta mateixa cursa vestí el mallot groc de líder durant dotze etapes en l'edició de 1968.

## Palmarès
- 1962
  - 1r a la Berliner Etappenfahrt
  - Vencedor d'una etapa a la Volta a la Província de Lieja
- 1964
  - Vencedor 4 etapes a la Volta a Portugal i 1r de la classificació per punts
- 1966
  - Vencedor d'una etapa al Tour de França
- 1967
  - 1r a Ronde van Oost-Vlaanderen
  - Vencedor d'una etapa al Giro d'Itàlia
- 1970
  - 1r al GP du Tournaisis
  - Vencedor d'una etapa a la Setmana Catalana

### Resultats al Tour de França
- 1965. 40è de la classificació general
- 1966. 60è de la classificació general. Vencedor d'una etapa
- 1967. 47è de la classificació general
- 1968. 18è de la classificació general. 1r de la Classificació dels punts calents. Portador del mallot groc durant 12 etapes
- 1969. 56è de la classificació general
- 1970. Abandona (19a etapa)
- 1971. 43è de la classificació general

### Resultats al Giro d'Itàlia
- 1965. 40è de la classificació general
- 1967. 42è de la classificació general. Vencedor d'una etapa
- 1968. 53è de la classificació general
- 1970. 70è de la classificació general